# Ibal-pi-El II

Mapa Babilonii w czasach Hammurabiego i Ibal-pi-Ela II

Ibal-pi-El II (1 połowa XVIII w. p.n.e.) – król Esznunny, współczesny Hammurabiemu z Babilonu, twórca krótkotrwałej potęgi Esznunny, wymieniony w słynnym liście pochodzącym z archiwum w Mari:
„Nie ma króla, który by sam jeden był najsilniejszy. Dziesięciu lub piętnastu królów idzie za Hammurabim, panem Babilonu. Tyle samo idzie za Rim-Sinem, panem Larsy, tyle samo za Ibal-pi-Elem z Esznunny, tyle samo za Amut-pi-Elem z Qatny, a dwudziestu idzie za Jarim-Limem z Jamhadu”
Z powodzeniem zaatakował państwo Iszme-Dagana I, syna i spadkobiercy słynnego Szamszi-Adada I, przyłączając znaczne jego obszary do terytorium Esznunny. Odegrał też ważną rolę w usunięciu Jasmah-Adada, młodszego syna Szamszi-Adada I, z tronu Mari.